# Trần Chân (tướng thời Lê sơ)
Trần Chân (chữ Hán: 陳真, 1470-1518) là tướng Đại Việt cuối thời Lê sơ, người xã La Khê, huyện Từ Liêm, Hà Nội, Việt Nam. Ông đã đóng vai trò quan trọng trong việc đánh bại cuộc nổi dậy của Trần Cảo, giúp vua Lê Chiêu Tông khôi phục và giữ vững Đông Kinh. Sau chiến thắng này, các đại thần quay ra đánh nhau, Trần Chân đánh đuổi Nguyễn Hoằng Dụ khỏi Đông Kinh và trở thành người có quyền lực lớn nhất trong triều. Nghe lời khuyên của một số cận thần, vua Lê Chiêu Tông giết Trần Chân, đưa đến việc các thuộc hạ của ông khởi binh bức vua chạy khỏi kinh thành.

## Tiểu sử
Theo Đại Việt thông sử, Trần Chân là con nuôi Nguyên quận công Trịnh Duy Sản, một quyền thần nhà Lê sơ. Ông theo Trịnh Duy Sản đánh trận lập công, được phong chức Thiết Sơn bá (鐵山伯). Ông chính là cha của bà thứ phi của Mạc Đăng Doanh, bà phi này là người được nhắc đến trong Bia Bà ở La Khê Hà Đông bây giờ

## Phá Trần Cảo
Trịnh Duy Sản trở thành đại thần nhà Lê sơ. Thời vua Lê Tương Dực ăn chơi sa đoạ, nhân dân nổi dậy khởi nghĩa, trong đó lớn nhất là khởi nghĩa Trần Cảo (1516).
Trịnh Duy Sản can ngăn vua Tương Dực bị đánh đòn nên sinh oán hận, giết chết Tương Dực, lập chắt Lê Thánh Tông là Lê Y mới 11 tuổi lên ngôi, tức là Lê Chiêu Tông.
Quân khởi nghĩa Trần Cảo tiến đánh kinh thành Thăng Long. Cùng lúc đó Nguyễn Hoằng Dụ đóng quân ở Bồ Đề, được tin Duy Sản giết vua, liền đem quân qua sông, đốt hết phố xá trong kinh thành. Trịnh Duy Sản thấy kinh thành bị phá liền mang vua Lê Chiêu Tông bỏ chạy về Tây Đô (Thanh Hóa). Thái sư Lê Quảng Độ đầu hàng Trần Cảo.
Nhân đấy Trần Cảo sang qua sông, vào chiếm cứ kinh thành, xưng niên hiệu là Thiên Ứng, ngự triều xưng làm vua, dùng Lê Quảng Độ xếp đặt công việc trong nước. Lúc đó Trần Chân họp tập thống suất các dũng sĩ cũ cùng con em trong nhà, binh tráng trong làng được mấy ngàn người, đóng ở chợ Hoàng Hoa, để mưu tính công việc đánh Trần Cảo.
Trần Cảo được tin, sai đồ đảng là Phan Ất từ làng Bảo Đà huyện Thanh Oai tiến quân; Trần Chân từ làng Dư Dụ huyện Thanh Đàm đem quân đón đánh. Trần Chân tiến đến xạ đôi (mô đất để tập bắn) cố sức đánh nhau với Phan Ất, khí giới đều hết phải lấy mảnh cong mảnh lọ để ném. Răng và miệng Trần Chân bị thương nặng, lại thấy rằng toán quân của mình chơ vơ khó có thể đánh lâu được, bèn nhân đêm rút quân đến chợ Hoàng Hoa.
Trịnh Duy Sản nhận lệnh vua Chiêu Tông thống lĩnh quân thủy lẫn quân bộ, hợp sức các tướng tiến đánh kinh thành, vây 4 mặt. Sau đó các đạo quân nhà Lê hợp lại phá tan quân Trần Cảo. Cảo phá vây bỏ chạy. Vua Chiêu Tông trở lại kinh đô.
Tháng 11 năm 1516, Trần Chân theo cha nuôi Trịnh Duy Sản cùng Nguyễn Hoằng Dụ dẫn các tướng đi đánh Trần Cảo ở xã Trâu Sơn, huyện Chí Linh (Hải Dương). Trong khi đó tình hình ở kinh thành không yên, kỷ luật của tướng sĩ không nghiêm. Các tướng cậy có công làm càn, hoành hành cướp phá ở kinh đô, thả cửa giết người. Duy Sản nghe tin, vội sai Trần Chân điều bớt quân về kinh để dẹp các tướng làm loạn.
Trong khi Trần Chân về ổn định kinh thành thì Trịnh Duy Sản chủ quan khinh địch, bị Trần Cảo bắt sống mang về hành dinh ở Vạn Kiếp giết chết. Quân triều đình tan vỡ.
Trần Cảo nhân đà thắng trận, tiến quân thẳng đến Bồ Đề. Kinh thành lại nguy cấp. Lê Chiêu Tông liền sai Thiết Sơn bá Trần Chân mang quân ra đón đánh. Trần Chân phá tan được quân Trần Cảo. Cảo lại lẩn lút ở Lạng Nguyên không dám ra, truyền ngôi cho con là Cung rồi cạo đầu làm sư để trốn tránh.

## Bị lời gièm pha
Trần Cảo tạm bị dẹp yên nhưng các đại thần nhà Lê lại quay sang đánh nhau. Nguyễn Hoằng Dụ cất quân đánh Trịnh Tuy ở quãng phường Khúc Phố - Phục Cổ ba lần không phân thắng bại. Đồ đảng của Tuy là Nguyễn Thế Phó bị trúng mũi tên phải rút lui. Tuy bèn bỏ chạy.
Thấy Trịnh Tuy cùng họ với cha nuôi mình là Trịnh Duy Sản nên Trần Chân về phe với Trịnh Tuy, cất quân đánh Hoằng Dụ. Mặt khác, ông mật hạ lệnh cho con em các quân doanh ở Sơn Tây cùng đánh. Hoằng Dụ không chống nổi, chạy vào Thanh Hoa.
Trần Chân đã đuổi được Nguyễn Hoằng Dụ, cầm quân bảo vệ kinh sư. Chiêu Tông sai Mạc Đăng Dung đem quân thủy đuổi Hoằng Dụ. Hoằng Dụ viết thư đưa cho Đăng Dung. Đăng Dung nhận được thư, đóng quân lại không đánh nữa, nhân đấy Hoằng Dụ được toàn vẹn rút quân.
Trần Chân đuổi được Hoằng Dụ, một mình cầm quyền bính trong tay. 
Mạc Đăng Dung muốn kết thân, liền hỏi lấy con gái Trần Chân cho con trai mình là Mạc Đăng Doanh.
Lúc ấy Chiêu Tông còn ít tuổi, uy thế trong triều của Trần Chân rất lớn. Tháng 7 năm 1518, có người hiếu sự làm câu sấm rằng: "Trần hữu nhất nhân, vì thiên hạ quân, thỏ đầu hổ vĩ, tế thế an dân", nghĩa là: "Họ Trần có một người, làm vua thiên hạ, đầu thỏ đuôi hùm, giúp đời yên dân". Vì vậy, các cận thần của Chiêu Tông là Chử Khải, Trịnh Hựu, Ngô Bính mưu tính với nhau rằng: "Trần hữu nhất nhân" tức là Trần Chân, "thỏ đầu hổ vĩ" tức là cuối năm Dần, đầu năm Mão. Từ đó 3 người suy đoán năm Mão sẽ có biến loạn, nên khuyên Chiêu Tông trừ Trần Chân.
Chiêu Tông tin lời gièm pha, bèn cho triệu Trần Chân vào trong cung cấm. Trần Chân cùng các thủ hạ Trần Trí, Nguyễn Nga, Nguyễn Bá Đại, Lê Nguyên Khâm... 6 người đi vào. Chiêu Tông hạ lệnh đóng các cửa thành rồi sai lực sĩ bắt, Trần Chân chạy đến trên thành, người giữ cửa bắt được đem chém chết.

## Thủ hạ báo thù
Được tin ông bị sát hại, bộ tướng của ông là Hoàng Duy Nhạc, Nguyễn Kính và Nguyễn Áng liền đem quân xông vào cửa Đại Hưng, bị người giữ cửa chống cự, không vào được. Chiêu Tông sai đem đầu Trần Chân giơ lên cho mọi người biết. Nguyễn Kính và Nguyễn Áng tạm rút lui, tụ hợp ở Yên Lãng, rồi lại tiến lên đánh sát vào kinh thành. Đương đêm Chiêu Tông phải chạy đi Gia Lâm.
Sau đó Nguyễn Kính và các tướng đánh dữ để báo thù cho Trần Chân, quân các trấn kéo về giúp vua đánh họ nhưng không thắng nổi. Nguyễn Kính ra điều kiện phải giết 3 người đã gièm pha hãm hại ông. Vua Chiêu Tông buộc phải nghe theo.
Về sau các bộ tướng của ông phân hoá, Hoàng Duy Nhạc theo Mạc Đăng Dung, còn Nguyễn Kính, Nguyễn Áng lại theo Chiêu Tông chống Đăng Dung. Nhưng tới khi Chiêu Tông theo Trịnh Tuy vào Thanh Hoá, Kính và Áng liền cùng theo về với Đăng Dung.
Tháng 11 năm 1524, vua Lê Cung Hoàng truy tặng Trần Chân làm quận công, phong con ông là Trần Thực làm Hoằng Hưu bá.

## Bình luận
Sách Đại Việt Sử ký Toàn thư nhận định về ông cùng các thủ hạ của ông trong bối cảnh nhà Lê bấy giờ như sau:
Người ta có ba bậc phải thờ phụng như một là vua, thầy và cha, có khác gì nhau đâu. Xưa Trương Tú buộc tờ biểu vào cán búa, giết người để phục thù cho cha, mà nổi tiếng ở đời Đường; Quách Bốc đem quân vào trong cung, đuổi vua để cứu bộ tướng của mình mà danh dậy đời Lý. Những người ấy đề đem lòng thờ vua, thờ chủ mà chuyển thành đạo thờ cha, thờ thầy, có gì khác đâu! Trần Chân ở triều Lê, có công lao không phải là nhỏ. Đương lúc giặc Cảo tiếm hiệu cướp ngôi ở Đông Kinh, Chân đem quân một lữ đêm ngày xoay xở đánh lại, đến hơn mười ngày mà tên đầu sỏ Cảo phải rút chạy. Đến khi giặc Cảo lại đánh đến Bồ Đề, Chân đem mấy ngàn quân vượt sông tiến đánh, chưa tới mươi ngày mà đồ đảng của Cảo tan vỡ, mặt trời mặt trăng của nhà Lê lại sáng, tông miếu của nhà Lê lại được thờ, so với Thần My khôi phục nhà Hạ, Cát Phủ khuông phù nhà Chu có khác gì đâu. Thế mà khi giặc lớn chưa dẹp, bọn gian dương dòm ngó, trên thì vua ngu tối tin lời dèm, trong thì mẫu hậu gian phi gây hoạ, đến nỗi gọi vào cung cấm giết kẻ tướng thần, so với Lý Cao Tông giết Bỉnh Di, Trần Giản Định giết Đặng Tất, kẻ có công bị ngờ vực, người vô tội bị giết hại, ngậm oan nuốt hận, trời đất không hay, há chẳng đau xót lắm ư? Hợp cả Nguyễn Kính, Nguyễn Áng mà bàn, thì hai người này là tướng dưới trướng của Chân, mài chí phục thù, dốc lòng trừ gian, liều mình cứu mạng cho chủ, trên là để báo lại ơn đức xưa nay, dưới là giải được mối oan khiên uất ức, phù trì chính khí cho ức vạn năm, diệt bọn gian hùng cho ngay lúc ấy, đạo thờ thầy đã sáng rõ lắm rồi. Song xét ra, Chân làm tướng không biết răn cấm tả hữu, khi thì giết bậc danh thần giữa chốn đại đô, lúc lại uống rượu, ngự trong cung Lục Thanh, rất không phải là lễ của người làm tôi, thế thì Chân bị giết cũng là tự chuốc lấy, có gì đáng lạ!
Các sách sử như Đại Việt Sử ký Toàn thư, Việt Sử Thông giám cương mục, khi chép về sử nhà Lê sơ không nhắc đến những hành trạng "thất lễ" của Trần Chân, nhưng tới khi ông bị hại mới đưa ra lời bàn luận, nêu trong đó những việc làm như "khi thì giết bậc danh thần giữa chốn đại đô, lúc lại uống rượu, ngự trong cung Lục Thanh, rất không phải là lễ của người làm tôi" để kết luận "thế thì Chân bị giết cũng là tự chuốc lấy". Nếu những việc làm đó được chép thẳng vào những dòng "sử biên niên" thì sẽ minh bạch hơn. Đời sau không rõ ông đã lạm quyền giết bậc danh thần khi đó là ai và uống rượu, ngự trong cung Lục Thanh khi nào.
Thời Lê Chiêu Tông loạn lạc không yên, các đại thần chia bè phái đánh lẫn nhau triền miên. Quyền uy của Trần Chân lớn khiến nhiều người ghen ghét. Bài sấm vĩ có lẽ do một đối thủ chính trị nào đó đặt ra để hại ông. Người đó có thể là cận thần của Lê Chiêu Tông, là Nguyễn Hoằng Dụ hoặc chính là thông gia Mạc Đăng Dung của ông.